# Grateloupiaceae
Grateloupiaceae, porodica crvenih algi, dio reda Halymeniales. Postoji 115 priznatih vrsta unutar 7 rodova (jedan monotipičan) Phoracis Rafinesque, sinonim je za Grateloupia.

## Rodovi
1. Dermocorynus P.Crouan & H.Crouan 4
2. Grateloupia C.Agardh 92
3. Kintokiocolax Tak.Tanaka & Y.Nozawa 1
4. Mariaramirezia M.S.Calderon, G.H.Boo, A.Mansilla & S.M.Boo 2
5. Neorubra M.S.Calderon, G.H.Boo & S.M.Boo 3
6. Pachymeniopsis Yamada ex Kawabata 3
7. Yonagunia S.Kawaguchi & M.Masuda 10